# 呱子森

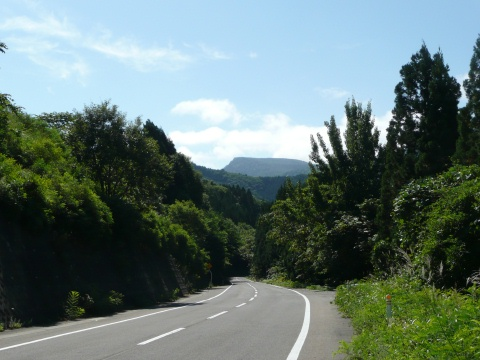
呱子森

呱子森（こっこもり）は、岩手県八幡平市と秋田県鹿角市との境界にある山である。

## 概要
標高1,018.8m。八森から南へ伸びる稜線は、鳥谷沢頭、高毛戸、角麓平、竹ノ子平を通り、呱子森を経て八幡平へと続く。
西側一帯には広大な緩斜面が広がり、かつて（終戦後）は相当数の入植者があったが、その後離農し、
現在（平成20年）そのうちのほとんどは、スギの造林地や原野になっている。